# Ioan Pălăghiță
Ioan Pălăghiţă (Oneşti, 13 de fevereiro de 1899 — Kuban, Rússia, 9 de maio de 1943) foi um oficial romeno na segunda guerra mundial.

## Honrarias
- Ordem de Miguel, o Valente (postumamente)
- Cruz de Ferro de 2ª e 1ª classe
- Cruz de cavaleiro da cruz de ferro (7 de abril de 1943)